# Уљез
Уљез је највећи хит певачице Весне Вукелић Венди. Дошла је у оквиру Албума Уцена и траје 3 минута и 23 секунде. Први пут је јавно приказана у емисији Свијет Реноме 2006. године. Интересантно је да је насловна нумера инспирисала и често бивала коришћена у многим позоришним представама.